# Leonardo Caetano Silva
Leonardo Caetano Silva, noto anche con lo pseudonimo di Leozinho (Petrópolis, 5 dicembre 1998), è un calciatore ed ex giocatore di calcio a 5 brasiliano.

## Carriera

### Club
Tesserato dal BF Magnus dopo una sessione di provini a cui parteciparono oltre mille ragazzi, debutta in prima squadra nel 2017. La consacrazione del laterale fluminense avviene due anni più tardi, quando realizza 22 reti su 50 partite ed è fondamentale nella vittoria della terza Coppa Intercontinentale della società. Nel 2020 viene premiato come miglior giovane ai Futsal Awards, precedendo lo spagnolo Antonio Pérez e il connazionale Matheus Rodrigues. Nel febbraio del 2023, dopo essersi svincolato dal BF Magnus, Leozinho annuncia di volersi cimentare nel calcio e di sentirsi motivato a disputare il Campionato Catarinense 2023 con l'Hercílio Luz.

### Nazionale
Con la nazionale maschile under 20 di calcio a 5 del Brasile ha vinto nel 2018 il Campionato sudamericano di calcio a 5 Under-20. Con la nazionale maggiore ha disputato la Coppa del Mondo 2021, conclusa al terzo posto.

## Palmarès

### Club
- Coppa Intercontinentale: 2
BF Magnus: 2018, 2019

### Individuale
- Futsal Awards: 2
Miglior giovane: 2019, 2020